# Ignacy Napoleon Ścibor-Bogusławski

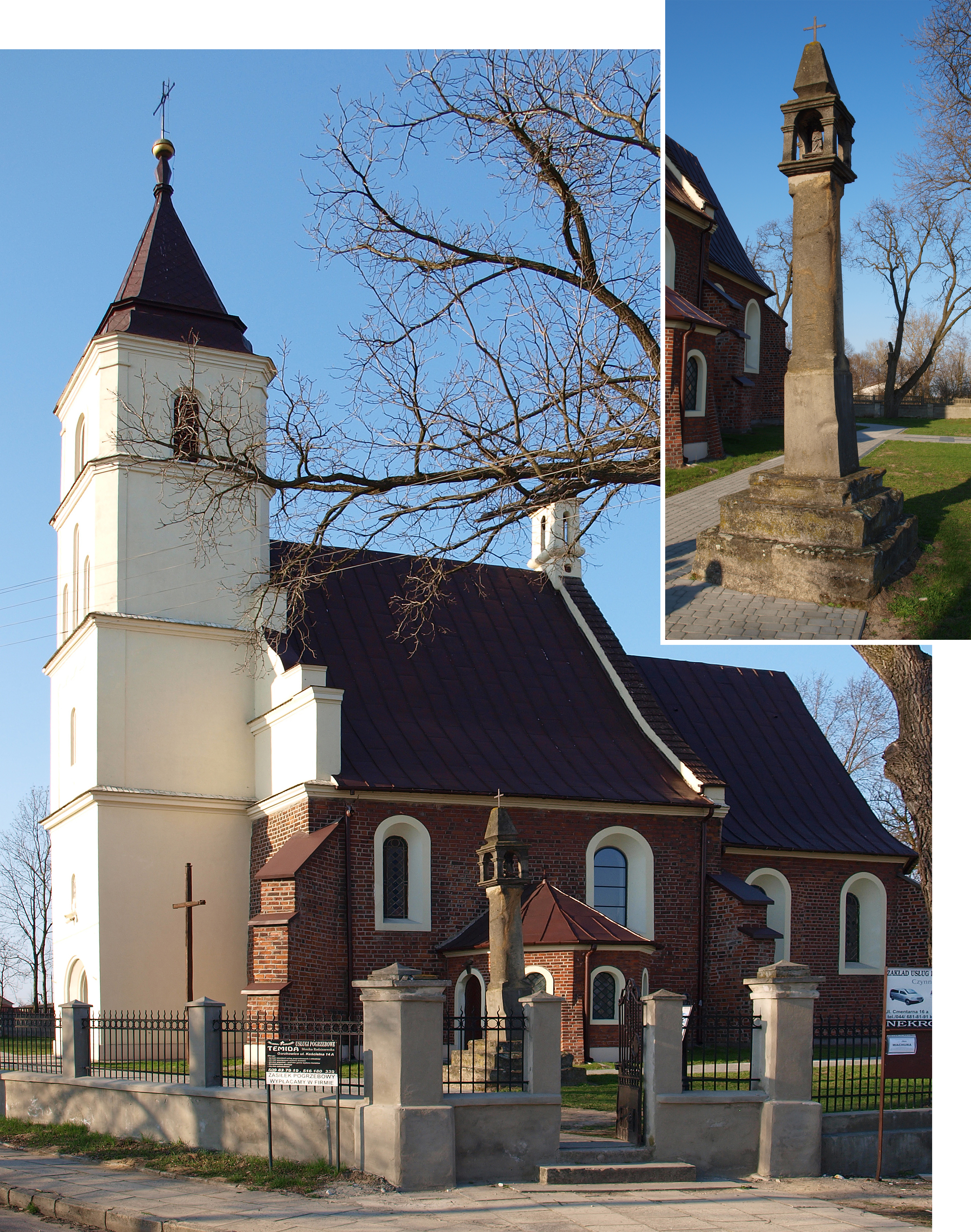
Kościół parafialny pw. św. Mikołaja w Mierzynie

Ignacy Napoleon Ścibor-Bogusławski herbu Ostoja (ur. 1807 w Żelisławiu, zm. 1882 w Mierzynie) – polski ksiądz katolicki, proboszcz mierzyński, uczestnik powstania styczniowego.

## Życiorys

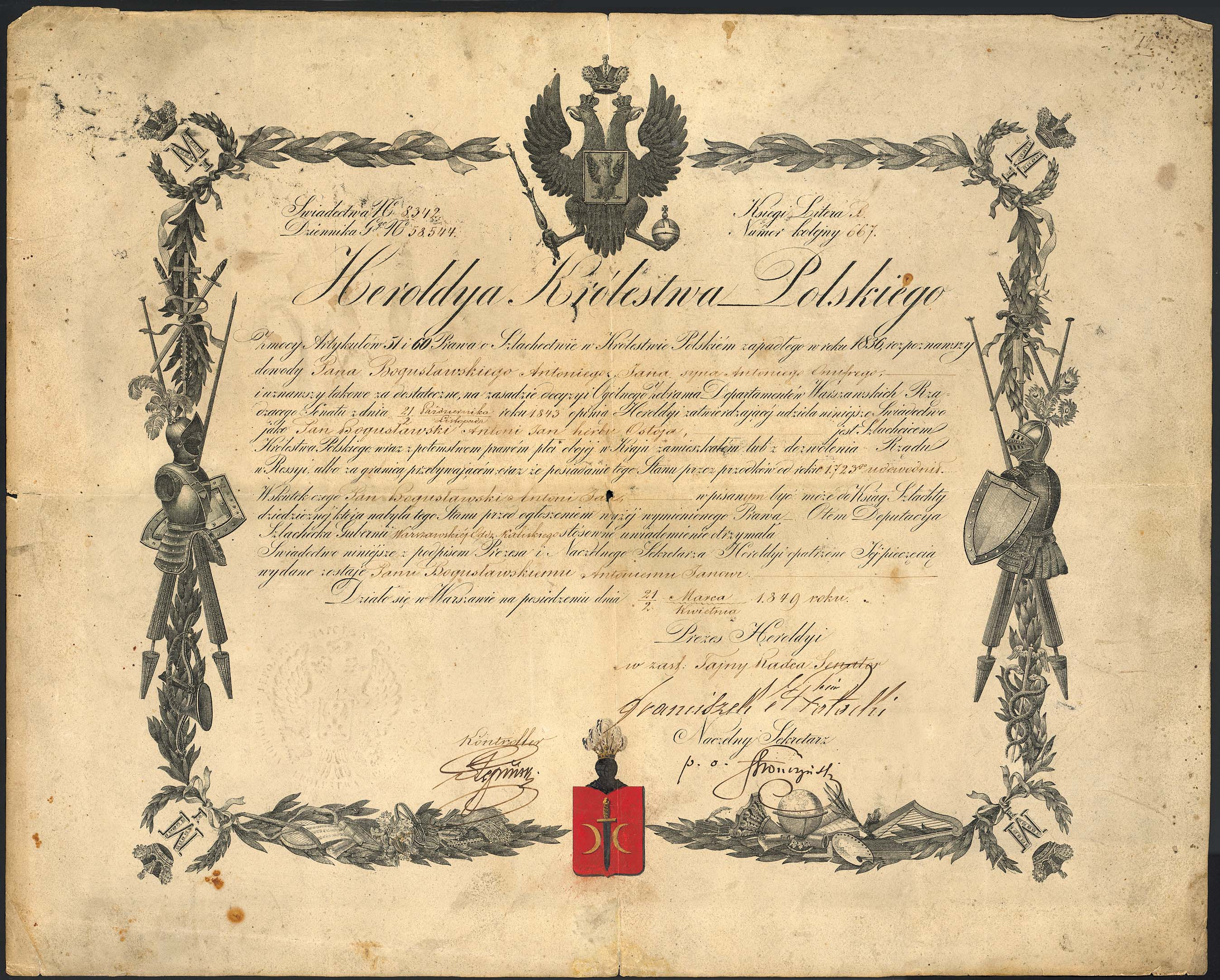
Patent szlachecki wydany przez Heroldię Królestwa Polskiego Antoniemu Janowi Bogusławskiemu, bratu ks. Ignacego Bogusławskiego w roku 1849

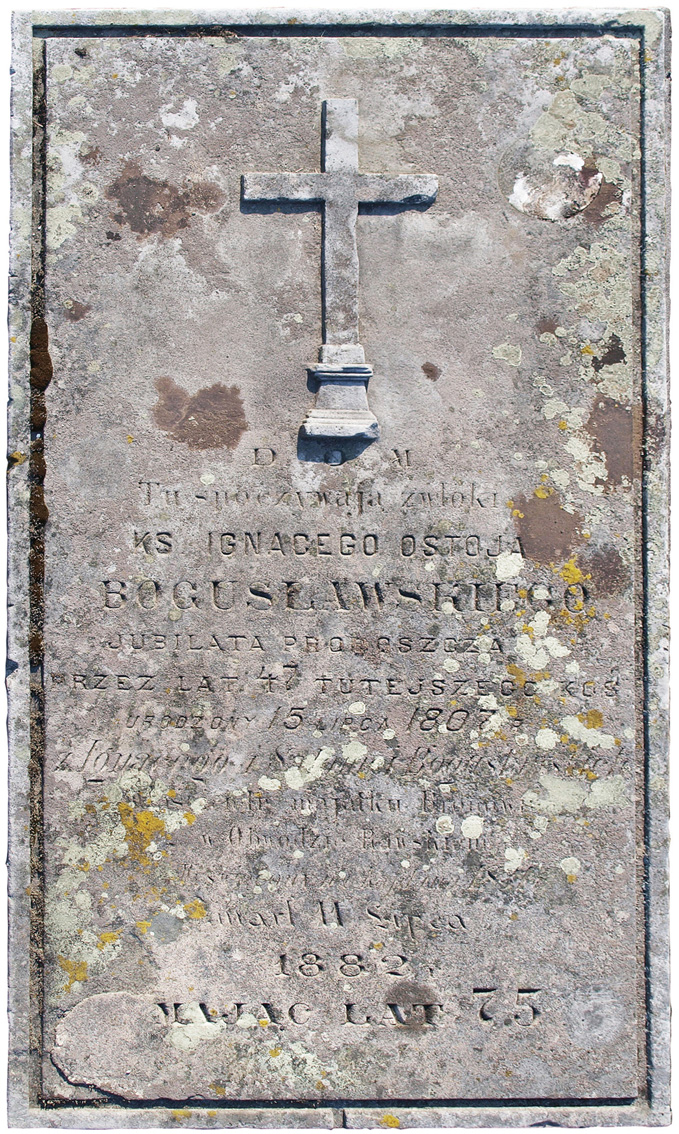
Grób ks. Ignacego Bogusławskiego w Mierzynie

Urodził się w niedzielę 5 lipca 1807 roku w Żelisławiu w rodzinie szlacheckiej Ścibor-Bogusławskich herbu Ostoja. Prawnuk Andrzeja Ścibor-Bogusławskiego h. Ostoja, komornika granicznego (wicepodkomorzego) łęczyckiego i sieradzkiego. Rodzicami jego byli Salomea z Bobowskich i Antoni Onufry Bogusławski, chrzestnymi natomiast Apolonia z Grodzickich i jej mąż Ignacy Kajetan Błeszyński, właściciele dóbr Żelisław. Jego dziadkami po mieczu byli – Marianna Chodakowska herbu Dołęga, dziedziczka części Łagiewnik i Jakub Bogusławski, dziedzic części dóbr Włocin, a po kądzieli – Marianna Bielska herbu Wierusz i Franciszek Bobowski, dzierżawcy dóbr królewskich Bieniec. Ignacy Bogusławski miał siostrę Petronelę Otocką, dziedziczkę Korczewa i brata Antoniego Jana, współwłaściciela Korczewa i gruntów rolnych w Janowie.
Ignacy Bogusławski pobierał naukę w Wieluniu u oo. Pijarów, a następnie w szkole wojewódzkiej w Piotrkowie (dzisiejsze I Liceum Ogólnokształcące im. Bolesława Chrobrego) aż do szóstej klasy. W 1828 roku wstąpił do seminarium diecezjalnego we Włocławku, gdzie po odbytych studiach otrzymał święcenia kapłańskie w 1831 roku. Następnie został wikariuszem w Łasku. W latach 1835–1882 był proboszczem parafii w Mierzynie. W roku 1843 został wylegitymowany wraz z bratem Antonim Janem ze szlachectwa przed Heroldią Królestwa Polskiego. W roku 1852 był ofiarodawcą na rzecz budowy szpitala w Piotrkowie. W latach 60. XIX w. prowadził kwesty na rzecz budowy kościoła pod wezwaniem Niepokalanego Poczęcia N. Maryi Panny, przy Placu Grzybowskim w Warszawie.
W okresie powstania styczniowego wspierał powstańców działających w okolicach Rozprzy i Kamieńska. Do dziś znana jest lokalnie opowieść jak po mszy świętej celebrowanej przez ks. Bogusławskiego powstańcy szykujący się do walki ostrzyli szable i kosy na stopniach kapliczki koło kościoła w Mierzynie, pozostawiając głębokie wyżłobienia. Ks. Ignacy Napoleon Bogusławski zmarł w piątek 11 lipca 1882 roku mając lat 75. Został pochowany na starym cmentarzu w Mierzynie. Jego grób zachował się do dziś. 
Na płycie jego nagrobku widnieje napis: Tu spoczywają zwłoki KS. IGNACEGO OSTOJA BOGUSŁAWSKIEGO JUBILATA PROBOSZCZA PRZEZ LAT 47 TUTEJSZEGO KOŚ. URODZONY 15 LIPCA 1807 R. z Ignacego i Salomei Bogusławskich Właścicieli majątku Bronowice w Obwodzie Rawskim Wyświęcony na Kapłana 1831 r. umarł 11 Lipca 1882 r. MAJĄC LAT 75